# Geometra subobsoleta
Geometra subobsoleta är en fjärilsart som beskrevs av Burrows 1905. Geometra subobsoleta ingår i släktet Geometra och familjen mätare. Inga underarter finns listade i Catalogue of Life.